# Jacques Hainard
Jacques Hainard, né le 2 mars 1943 à Fleurier, a été le directeur du Musée d'ethnographie de Neuchâtel de 1980 à 2006. 
Il a ensuite dirigé le Musée d'ethnographie de Genève de 2006 à 2009,.

## Biographie
Il effectue des études de lettres à Université de Neuchâtel et devient professeur à l'École supérieure de commerce (1967–1969).
Nommé conservateur adjoint du Musée d’ethnographie de Neuchâtel et Musée suisse des traditions populaires de Bâle en 1969, il quitte la Suisse pour le Zaïre en 1971. Il enseigne alors au Collège de Lisanga de Kinshasa.
De retour en Suisse en 1973, il dirige les travaux de l’Institut d'ethnologie de l’Université de Neuchâtel. En 1980, il devient conservateur du Musée d'ethnographie de Neuchâtel (MEN) et chargé de cours d’ethnomuséographie à l’Université de Neuchâtel. 
Il reste à la tête du MEN jusqu’en 2006 et organise à ce poste 25 expositions temporaires, à l’occasion desquelles il participe à l’édition d’un recueil de textes traitant de la thématique de l’exposition. On notera en particulier les expositions Objets prétextes, objets manipulés (1984), Le trou (1990), La différence (1995), Natures en tête (1996), Derrière les images (1998), La grande illusion (2000) et Le musée cannibale (2002) qui sont présentées dans plusieurs villes et commentées internationalement.
Considérant le musée comme un lieu de déstabilisation culturelle, il privilégie une muséographie de la rupture, avec l’idée de raconter une histoire à travers les objets présentés plutôt que de se contenter de les exposer. Il s’agit pour lui avant tout de solliciter l’esprit critique du visiteur, en lui présentant différentes réalités.
Fin 2005, Jacques Hainard est nommé directeur du Musée d'ethnographie de Genève pour trois ans, avec une entrée fonction le 1er février 2006.